# Diletta Leotta
Giulia Diletta Leotta (Catania, 16 de agosto de 1991) es una modelo y presentadora de televisión italiana.

## Carrera
Leotta ha estado vinculada profesionalmente con el servicio de streaming DAZN como presentadora de campo durante partidos de la Serie A. Anteriormente cubría la Serie B para el canal Sky Sport con Gianluca Di Marzio y Luca Marchegiani. Entre abril y agosto de 2018, Leotta trabajó con la modelo Aída Yéspica como comentarista de 105 Take Away, un programa de la cadena Radio 105. Presentó junto a Francesco Facchinetti la edición de 2018 del concurso Miss Italia, emitido por La7 y ganado por Carlotta Maggiorana. En 2020 fue una de las presentadoras de la edición número 70 del Festival de la canción de San Remo.

## Vida personal
Desde mediados del 2022, se hizo pública su relacióncon el guardameta del F. C. Schalke 04, Loris Karius.
El 24 de marzo, anunció que estaba embarazada, fruto de su relación con su pareja, el guardameta alemán Loris Karius . Posteriormente, en 2024 se casaron y, actualmente, tienen una hija.

## Filmografía
- Festival della nuova canzone siciliana (Antenna Sicilia, 2010)
- Insieme (Antenna Sicilia, 2010–2011)
- Il compleanno di La5 (La5, 2011)
- Sky Meteo 24 (Sky Meteo 24, 2012–2015)
- Come giochi? (POKERItalia24, 2012)
- RDS Academy (Sky Uno, 2014)
- Sky Serie B (Sky Sport 1, 2015–2018)
- Europei di calcio 2016 (Sky Sport 1, 2016)
- Goal Deejay (Sky Sport 1, 2017–2018)
- Il contadino cerca moglie (Fox Life, 2018)
- Diletta gol (DAZN, 2018–2019)
- Linea Diletta (DAZN, dal 2019)
- Gazzetta Sports Awards (LA7, 2018)
- Miss Italia (LA7, 2018)
- Galà dell'amicizia Italia (Mediaset Extra, Rai 5, 2019)
- W Radio Playa Rimini (Italia 1, 2019)
- Gran Galà del calcio AIC (Sky Sport Serie A, 2019)
- 70º Festival di Sanremo (Rai 1, 2020)
- DAZN Calling (DAZN, 2020)
- Top Dieci (Rai 1, 2020)